# Pasarela din Luxemburg

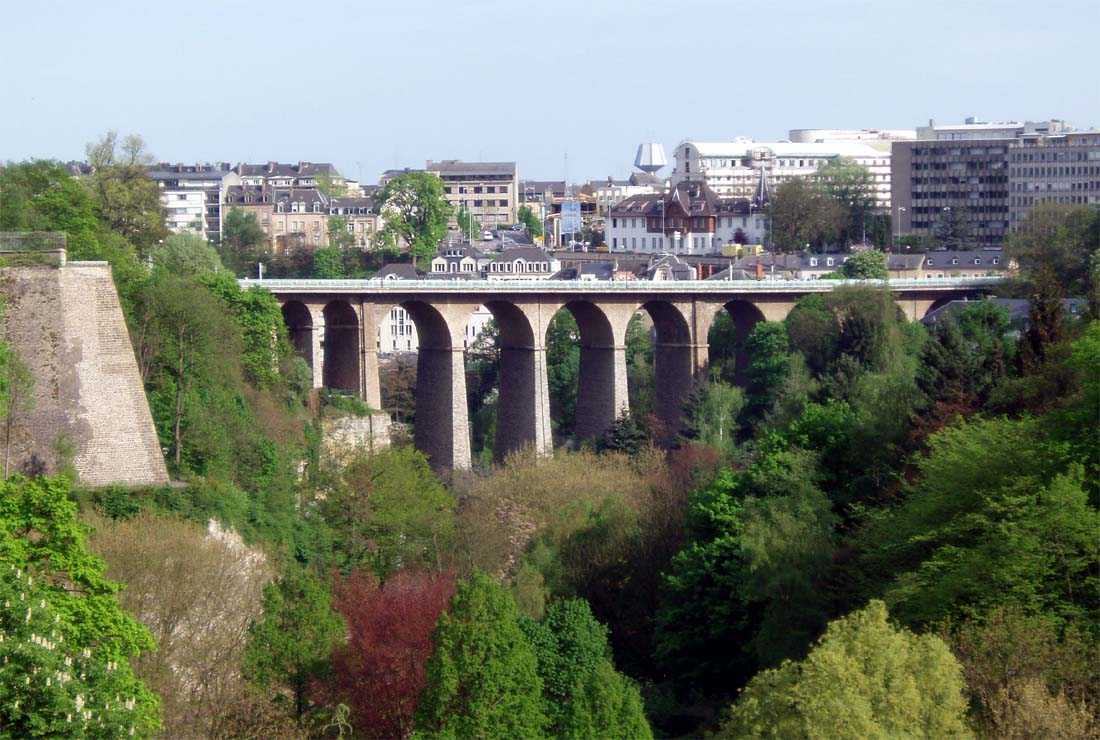
Pasarela

Pasarela din Luxemburg este un viaduct cu arce, construit între 1859 și 1861 pentru a conecta noile cartiere (Gara⁠(d)) cu orașul vechi sau Ville Haute⁠(d). Acest viaduct a înlocuit un pod de lemn deja existent, de unde și numele.
A fost proiectat de inginerii Edouard Grenier și Auguste Letellier.
Lucrările de construcție au fost executate de către compania britanică Waring Brothers.
Dimensiunile viaductului:
- Lungime: 290 m
- Înălțimea peste Petrusse: 45 m
- Număr de arce: 24
- Distanța între pile: 8-15 m